# Brasão de armas dos Açores

Armas da Região Autónoma dos Açores

O brasão de armas da Região Autónoma dos Açores foi aprovada pelo artigo 3.º do Decreto Regional n.º 4/79/A, de 10 de Abril. O brasão é uma nova representação heráldica já que tradicionalmente (pelo menos desde os anos 80 do século XVIII) os Açores (embora sem sanção oficial) aparecem associados heraldicamente a um açor estilizado (semelhante ao incluído no atual brasão) rodeado por nove estrelas, geralmente de cinco pontas.

## Descrição do armorial
A descrição completa do brasão de armas é a seguinte:
- Escudo: de prata, açor estendido de azul, bicado, lampassado, sancado e armado de vermelho, bordadura de vermelho, carregada de nove estrelas de cinco raios de oiro;
- Elmo: de frente, de oiro, forrado de vermelho;
- Timbre: açor sainte de azul, bicado e lampassado de vermelho, carregado de nove estrelas de cinco raios de oiro;
- Paquife: de azul e prata;
- Suportes: dois toiros de negro, coleirados e acorrentados de oiro, sustendo o da dextra um balção da Ordem de Cristo, com lança azul, ponta e copos de oiro, e sustentando o da sinistra um balção vermelho, com uma pomba estendida de prata, com lança azul, ponta e copos de oiro;
- Divisa: «Antes morrer livres que em paz sujeitos».

O açor estendido representa as ilhas, numericamente definidas pelas nove estrelas de cinco raios de oiro; o esmalte (vermelho) da bordadura e o metal (oiro) dos seus móveis (estrelas) são idênticos às cores da bordadura do Brasão de Portugal. O açor de azul e o campo de prata definem as cores dos Açores, que são, de resto, as que sempre foram historicamente utilizadas desde o tempo da monarquia constitucional.
Os toiros representam a histórica batalha da Salga de 1582, em que toiros (sabe-se hoje que terão sido vacas bravas) foram soltos em ruas de Angra do Heroísmo, na Ilha Terceira, contra os invasores espanhóis durante a união da Coroa de Portugal e da Espanha. O arquipélago dos Açores, mais concretamente a ilha Terceira, foi o último território a resistir a essa união e daí resultou a expressão «Antes morrer livres que em paz sujeitos».
Os dois balções (lanças com bandeira) representam a Ordem de Cristo, donatária dos Açores ao tempo da colonização, e o símbolo do Espírito Santo (a pomba), um dos mais antigos e fervorosos cultos da gente dos Açores.
A versão autêntica do brasão foi publicada em anexo ao Decreto Regulamentar Regional n.º 41/80/A, de 31 de Outubro.

## A divisa

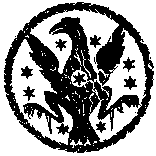
Símbolo dos Açores (anos de 1820)

A divisa Antes morrer livres que em paz sujeitos é retirada de uma carta escrita a 13 de Fevereiro de 1582 pelo continental Ciprião de Figueiredo, então corregedor dos Açores e grande apoiante de D. António I, Prior do Crato, ao rei Filipe II de Castela recusando-lhe a sujeição da ilha Terceira em troca de mercês várias. Em resposta à proposta de Filipe II, Ciprião de Figueiredo diz: "… As couzas que padecem os moradores desse afligido reyno, bastarão para vos desenganar que os que estão fora desse pezado jugo, quererião antes morrer livres, que em paz sujeitos. Nem eu darei aos moradores desta ilha outro conselho … porque um morrer bem é viver perpetuamente …
Antes de ser adoptada pelo parlamento açoriano como divisa da Região Autónoma dos Açores, a frase já era utilizada como moto das diversas unidades militares que ao longo dos últimos três séculos estiveram aquarteladas no Castelo de S. João Baptista do Monte Brasil, em Angra do Heroísmo. O facto da frase ser de um português do Continente, que acima de tudo, lutou por Portugal, consubstancia a ideia de unidade nacional que está subjacente à autonomia.